# Эстефан, Глория
Гло́рия Эсте́фан (Gloria Estefan, при рождении Gloria María Milagrosa Fajardo García, 1 сентября 1957, Гавана, Куба) — американская певица и автор песен кубинского происхождения. Продав свыше 100 миллионов своих записей и выиграв пять наград «Грэмми», Эстефан претендует на титул королевы латиноамериканской поп-музыки.

## Биография
Глория родилась в Гаване, однако в возрасте 16 месяцев родственники увезли её в Майами, поскольку на Кубе произошла коммунистическая революция (её отец был телохранителем жены президента Кубы Фульхенсио Батисты). 
В 1975 году вместе со своим мужем, Эмилио Эстефаном, Глория создала латиноамериканский коллектив Miami Sound Machine, в котором выступала в качестве солистки. Первоначально они исполняли песни на испанском, но постепенно переключились на английский. С 1984 г. Эстефан стала выступать с сольными концертами в США и странах Латинской Америки. В 1980-е гг. она нередко попадала на верхние позиции чартов, а три её сингла возглавляли Billboard Hot 100.
Певица находилась на пике популярности, когда во время гастролей 20 марта 1990 г. в её автобус врезался грузовик. Эстефан получила серьёзнейшие травмы позвоночника, от которых пыталась оправиться в течение следующего года. В 1991 г вернулась на вершины хит-парадов с автобиографической балладой «Coming Out of the Dark» (автор — Джон Секада). Вслед за этим она выпустила альбом величайших хитов. В 1994 г вышел альбом кавер-версий классических мелодий американской поп-музыки, озаглавленный Hold Me Thrill Me Kiss Me. Два года спустя Эстефан была приглашена выступить на церемонии закрытия Олимпийских игр в Атланте.
В сентябре 2011 года певица выпустила новый альбом «Мисс Маленькая Гавана» (англ. Miss Little Havana).

## Дискография

### Студийные альбомы
| Дата релиза | Название                        |
| ----------- | ------------------------------- |
| 1977        | Live Again/Renacer              |
| 1978        | Miami Sound Machine             |
| 1979        | Imported                        |
| 1980        | Miami Sound Machine             |
| 1981        | Otra Vez                        |
| 1982        | Rio                             |
| 1984        | A Toda Maquina                  |
| 1984        | Eyes of Innocence               |
| 1985        | Primitive Love                  |
| 1987        | Let It Loose / Anything for You |
| 1989        | Cuts Both Ways                  |
| 1991        | Into The Light                  |
| 1993        | Mi Tierra                       |
| 1993        | Christmas Through Your Eyes     |
| 1994        | Hold Me, Thrill Me, Kiss Me     |
| 1995        | Abriendo Puertas                |
| 1996        | Destiny                         |
| 1998        | gloria!                         |
| 2000        | Alma Caribeña                   |
| 2003        | Unwrapped                       |
| 2007        | 90 Millas                       |
| 2011        | Miss Little Havana              |
| 2013        | The Standards                   |
| 2020        | Brazil305                       |